# Gospa ob čajni mizi
Gospa pri čajni mizi je slika ameriške umetnice Mary Cassatt iz poznega 19. stoletja. Delo, naslikano v olju na platnu, je v zbirki Metropolitanskega muzeja umetnosti v New Yorku .

## Opis

### Zgodovina
Na sliki je upodobljena Mary Dickinson Riddle, Cassattine matere sestrična, ki sedi za mizo s postrežbo čaja. Čajni set je bil darilo družini Cassatt od Riddleove hčere. Sam čajni servis je pozlačen modro-bel porcelan iz Kantona (sodobni Guangzhou) iz dinastije Čing na Kitajskem; Kanton je bil v 19. stoletju znan po izvozu v zahodni svet, saj je bilo pristaniško mesto eno izmed središč trgovine s staro Kitajsko . Cassattova je Gospo naslikala kot darilo družini Riddle. Vendar pa Riddleovi hčeri slika ni bila všeč, saj je menila, da je materin nos prevelik, zato je sliko leta 1923 Cassattova podarila Metropolitanskemu muzeju umetnosti.

### Slika
Slika ponazarja velik del Cassattinega edinstvenega impresionističnega sloga; velik poudarek je na osupljivem obrisu osebe in nakitu gospe Riddle s pozlato na čajnem servisu. Podobno bledi modri odtenki, ki se uporabljajo v ozadju, narišejo globlje modre oči gospe Riddle in porcelan. Relativna preprostost slike je primerljiva tudi z orientalsko umetnostjo, ki je vplivala na Cassatovo. 